# Sunny Bastards
Sunny Bastards ist ein deutsches Independent-Label, das sich auf subkulturspezifische Spielfilme und Dokumentarfilme spezialisiert hat. Sitz des Labels ist Essen.

## Geschichte
Das Label wurde 2003 als reines Filmlabel gegründet. Die ersten Veröffentlichungen war Made in Britain, der Debütfilm des Schauspielers Tim Roth aus dem Jahr 1983, und eine Musik-DVD von Pöbel & Gesocks. Es folgten unter anderem die Dokumentarfilme Skinheads von Klaus Farin und Rainer Fromm und Skinhead Attitude sowie die Filme Suburbia – Rebellen der Straße, Verlierer und Dazlak – Skinhead. 
Mit Punk Rock Splatter Massacre erschien 2007 ein Independent-Splatterfilm mit Ausschnitten aus der Vans Warped Tour. Mit Sunny Visions gibt das Label auch ein eigenes DVD-Fanzine heraus.
2004 wurde die Filmsparte um ein Musiklabel erweitert, auf dem unter anderem Pöbel & Gesocks, Verlorene Jungs, Menace und Emscherkurve 77 ihre Musik verlegen bzw. verlegt haben. Eine Samplerreihe mit dem Titel Sun of a Bastard hat es bisher bis zur neunten Auflage geschafft (Stand: 2017), des Weiteren erschien ein OHL- und ein Bud Spencer & Terence Hill-Tributealbum auf dem Musiklabel. Das Slime-Tributealbum Alle gegen Alle wurde im März 2013 von der Bundesprüfstelle für jugendgefährdende Medien indiziert.
Das Label vertreibt seine Produkte weltweit, unter anderem im Vereinigten Königreich, den Benelux-Staaten, Griechenland, der Schweiz und Spanien.

## Veröffentlichungen (Auswahl)

### Film
- KrawallBrüder – Live & Loud
- Made in Britain
- Pöbel & Gesocks – Die Band
- Suburbia – Rebellen der Straße
- Skinheads
- The Edge of Quarrel
- Verlierer
- Helldorado / Skin or Die
- Skinhead Attitude
- ULTRA – Blutiger Sonntag
- Punk Rock Splatter Massacre
- Dazlak – Skinhead
- Brennende Langeweile
- White Terror

### Bands
- 180 Grad
- Annex5
- Bad Nenndorf Boys
- Brigade S.
- Cotzraiz
- Dörpms
- Drop Out Chaos (bis 2010)
- Eastside Boys
- Emscherkurve 77
- Fleischwolf
- Gumbles
- Lazy Bastards
- Lost Boyz Army
- Melanie & the Secret Army
- Menace
- Pöbel & Gesocks
- Roimungstrupp
- Rüpels Royal
- Soifass
- Stomper 98
- Verlorene Jungs
- Warrior Kids
- Wiens No.1
- Oxo86